# Richard Charles Mills
Richard Charles Mills OBE (* 8. März 1886 in Mooroopna, Victoria, Australien; † 6. August 1952 in Mosman) war ein australischer Wirtschaftswissenschaftler.

## Leben und Wirken
Richard Charles Mills wurde als drittes Kind des Lehrers Samuel Mills und dessen Frau Sarah geb. Bray geboren. Er besuchte das Wesley College in Melbourne und studierte am Queen’s College der Universität Melbourne Rechtswissenschaften, Geschichte und Politische Ökonomie. 1907 war er erster Präsident der Studentenvertretung. 1909 erlangte er den Abschluss als Bachelor of Laws und 1910 als Master of Laws. Ab 1909 unterrichtete er am Queen’s College, 1911 wurde er Lecturer für Verfassungsgeschichte, Römisches Recht und Rechtswissenschaften.
Von 1912 bis 1915 studierte er an der London School of Economics and Political Science, erhielt die Hutchinson-Medaille und schloss mit einer Arbeit über Edward Gibbon Wakefield als Doctor of Science ab. 1915 ging er zur British Expeditionary Force und wurde – nach seiner Eheschließung mit Elizabeth Crawford am 14. Oktober 1916 – von 1916 bis 1919 mit der 61. Belagerungsbatterie in Frankreich und Belgien eingesetzt. 1917 wurde er zum Hauptmann befördert, 1918 war er von den Giftgasangriffen auf Armentières betroffen. 1919 kehrte er nach Melbourne zurück, lehrte Geschichte am Queen’s College und arbeitete für die State royal commission on high prices von Victoria.
1921 ging er als Lecturer an die University of Sydney. 1922 wurde er als Professor für Wirtschaftswissenschaften berufen und Dekan der Fakultät. Seine Forschungs- und Lehrtätigkeit stand besonders unter dem Einfluss der Lehren von John Maynard Keynes und Edwin Cannan. Nach Auffassung des Senats wurde die Fakultät unter seiner Leitung zur „führenden Wirtschaftsschule in Australien“. 1924 war er aktiv an der Gründung der Economic Society of Australia and New Zealand beteiligt und war Berater des Herausgebers deren Zeitschrift The Economic Record. 1930 weilte er als Carnegie-Gastprofessor in den Vereinigten Staaten. 1932 bis 1936 war er Berater des Treasury von New South Wales und des Premierministers von New South Wales Bertram Stevens. Von 1933 bis 1941 war er Vorsitzender der Berufungskommission der University of Sydney, von 1934 bis 1946 war er Mitglied des Senats.
1935 wurde er, unter anderem mit Ben Chifley, von der Regierung Joseph Lyons in die staatliche Kommission für das Bankwesen (Royal Commission into the banking system) berufen. Da die Empfehlungen der Kommission bis in die 1940er Jahre umgesetzt wurden, bezeichnete Sydney James Butlin die Mitwirkung von Mills als „tiefgründig und weitreichend“. Durch die freundschaftliche Beziehung zu Ben Chifley, der ab 1941 Minister der australischen Bundesregierung war, wurde Mills verstärkt im öffentlichen Dienst eingesetzt. So war er 1941 bis 1945 Vorsitzender der Commonwealth Grants Commission und ab 1942 Vorsitzender des Commonwealth Commission für einheitliche Besteuerung.
1945 beendete er seine Tätigkeit an der University of Sydney und wurde Vorsitzender der Hochschulkommission und Direktor des neugegründeten Commonwealth Office of Education. In dieser Funktion war er unter anderem für die Verwaltung der Schulen der Aborigines im Northern Territory und die Beteiligung Australiens an der UNESCO verantwortlich. 1947 wurde er Vorsitzender der Interimskommission, die die Bildung der Australian National University vorbereitete. 1949 überzeugte er Ben Chifley, der 1945 Premierminister von Australien geworden war, von der Notwendigkeit der finanziellen Unterstützung für das Studium ehemaliger Soldaten, so dass für fünf Jahre ein Stipendienprogramm verabschiedet wurde. 1950 wurde Mills Vorsitzender eines Sonderausschusses für die Finanzierung der Universitäten zur Erweiterung von Lehre und Forschung und des akademischen Standards. Die Umsetzung der Empfehlungen dieses Ausschusses sah Robert Menzies als einen Schwerpunkt seiner zweiten Amtszeit als Premierminister an.
Richard Charles Mills lebte ab seiner Eheschließung die meiste Zeit in Mosman. In seinen letzten Lebensjahren litt er an einer chronischen Nierenerkrankung und an Arteriosklerose; er verstarb am 6. August 1952 im Krankenhaus in Mosman. Er hinterließ seine Frau Elizabeth, zwei Söhne und zwei Töchter. Im Nachruf der University of Sydney wird hervorgehoben, dass er „bis an die Grenzen seiner Leistungsfähigkeit seiner Universität und seinem Land diente“. Die Universität veranstaltet seit 1957 ihm zu Ehren „R. C. Mills memorial lectures“.

## Ehrungen
- 1936: Officer des Order of the British Empire

## Schriften
- The Colonization of Australia (1829–42). The Wakefield Experiment in Empire Building. Sidgwick and Jackson, London 1915. Neuauflage: Sydney University Press, Sydney 1974, ISBN 0-424-00004-0.
- mit Frederic C. Benham: Lectures on the principles of money, banking, and foreign exchange and their application to Australia. Sydney 1925.
- Public finance in relation to commerce. 13. Joseph-Fisher-Vorlesung an der University of Adelaide am 28. Mai 1929. Hassel, Adelaide 1929.
- Einführung zur Neuausgabe von Edward Gibbon Wakefield: A letter from Sydney. The principal town of Australasia and other writings of colonization. Dent. London 1929.
- mit Edward Ronald Walker: Money. Angus and Robertson, Sydney 1935. 13. Auflage 1952.